# Jean-Claude Risset

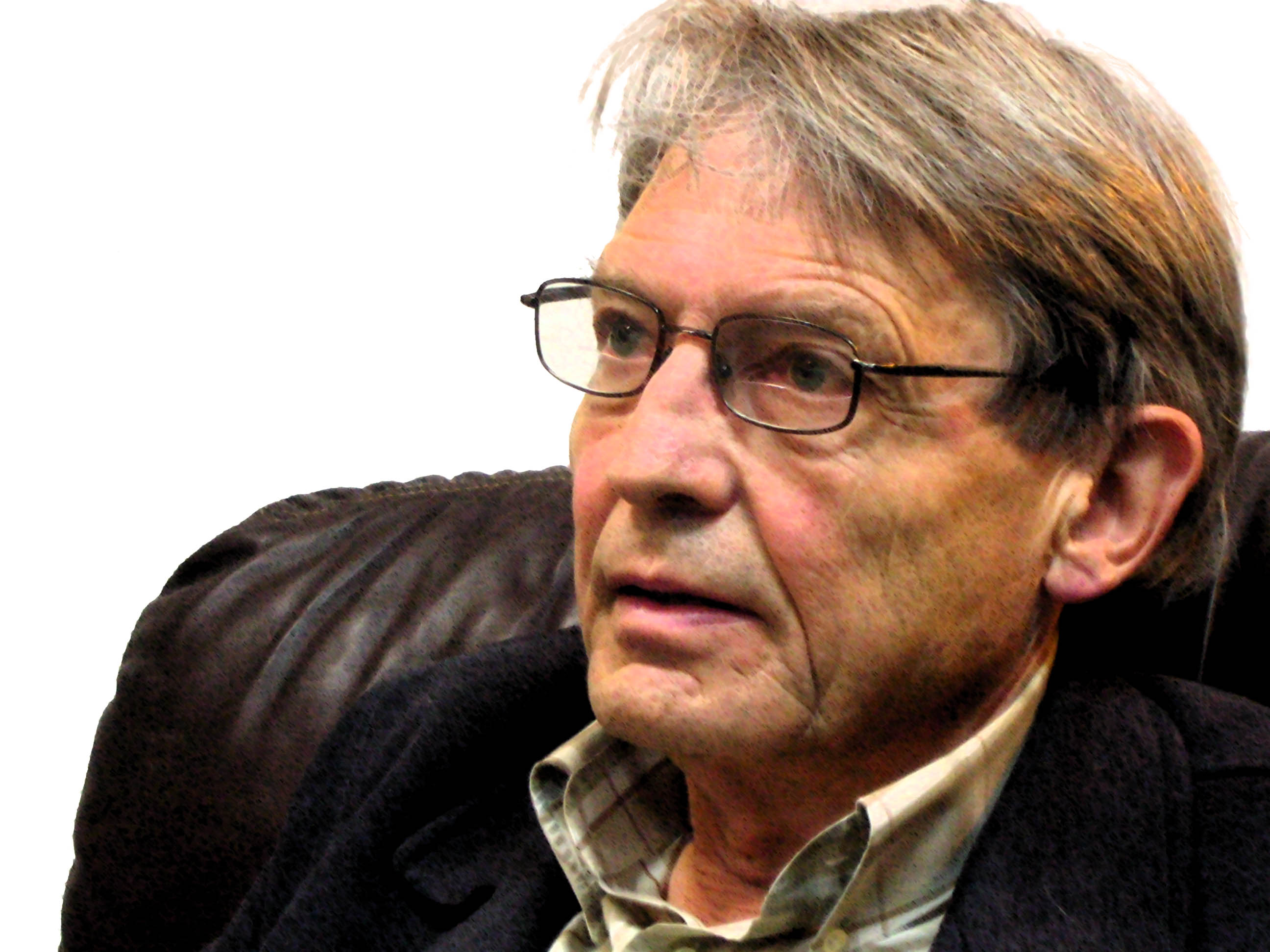
Jean-Claude Risset (2008).

Jean-Claude Risset (* 18. März 1938 in Le Puy-en-Velay; † 21. November 2016 in Marseille) war ein französischer Komponist sowohl klassischer als auch elektronischer Musik und Pionier der Computermusik.

## Leben
Risset studierte 1957 bis 1961 Mathematik und Physik an der École normale supérieure, wo er 1967 promoviert wurde, sowie Klavier und Komposition bei André Jolivet. Nach einigen Kompositionen klassischer Musik (wie Prélude für Orchester, 1963) wandte er sich experimenteller computergenerierter Musik zu. Während eines Aufenthalts bei den Bell Laboratories (Max Mathews) 1965, sowie 1967 bis 1969, setzte er Mathews Software Music IV für die computergenerierte Simulation von Blechbläsern und zur Konstruktion psychoakustischer Paradoxa (Audioillusionen) ein. Nach seiner Rückkehr baute er 1970 an der Fakultät der Universität Paris in Orsay ein Studio für Computermusik auf und übernahm, auf Einladung von Pierre Boulez nach Gründung des IRCAM, 1975 bis 1979 die Abteilung Computermusik des IRCAM. 1969 bis 1972 war er am CNRS in Marseille tätig, wo er von 1985 bis 1999 im Rang eines Directeur de recherche am Laboratoire de mécanique et d’acoustique (LMA) arbeitete. 1999 wurde er emeritiert. Risset lehrte 1972 bis 1975 und 1979 bis 1985 auch an der Universität Marseille, wo er ebenfalls ein Computermusik-Studio aufbaute. Er hielt weltweit Vorträge, so zum Beispiel in Argentinien, Australien, den USA, Japan und Finnland.
Risset starb am 21. November 2016 im Alter von 78 Jahren in Marseille.

## Werk
Jean-Claude Risset verwendet in Kompositionen wie Little Boy (1968), Mutations (1969), Songes (1979) oder Sud (1984) Computertechnologie zur Erzeugung von Klängen. Dabei mischt er auch klassische Instrumentalisten und Vokalisten mit Computermusik, zum Beispiel in Duo pour un pianiste, das er als Artist in Residence am MIT Media Lab 1989 schrieb, wo er bereits 1987 ebenfalls Artist in Residence war. Bei diesem Stück wird ein Pianist auf demselben Klavier von einem Computer begleitet, der auf sein Klavierspiel reagiert. Risset schrieb auch klassische Musik für Orchester, Klaviermusik, Kammermusik, Chor- und Vokalmusik sowie Ballettmusik.
Zu seinen psychoakustischen Paradoxien gehört eine kontinuierliche Variante der Shepard-Skala (Shepard-Risset-Glissando, nach Risset und Roger N. Shepard), die er zuerst 1968 in Little Boy einsetzte. Ähnlich einigen Bildern von M. C. Escher, klingt sie unendlich aufsteigend, obwohl nach zwölf Halbtonschritten wieder die Ausgangsnote erreicht ist. Der Grund liegt darin, dass die Hüllkurve der Partialtöne mit der Tonhöhe mitverschoben wird. Risset erzeugte ähnliche Effekte mit Rhythmen (Risset-Rhythmen), bei denen das Tempo scheinbar fortwährend zu- oder abnimmt.

## Auszeichnungen
Risset erhielt 1981 den Grand Prix SACEM für symphonische Musik. Auf dem Concours International de Musique Èlectroacoustique in Bourges gewann er 1980 den Ersten Preis, 1982 die Euphonie d'Or und 1998 den Prix Magisterium. Später gewann er unter anderem die Goldene Nica bei der Ars Electronica, Linz (1987), den Grand Prix National de la Musique (1990), 1995 den Grand Prix Musica Nova in Prag, 1996 den Ars Nova in Prag, 1997 den EAR-Preis in Budapest und 1999 die Goldmedaille des CNRS.
2009 erhielt er für sein Lebenswerk den Giga-Hertz-Preises des Zentrums für Kunst und Medien Karlsruhe und des Experimentalstudios des SWRs, den nach ihm noch populärere Akteure der elektronischen Musik wie Pierre Boulez und Brian Eno erhielten.
Er war Offizier des Ordre des Arts et des Lettres (1986) und Ritter der Ehrenlegion (1989). 1994 erhielt er in Edinburgh und 2000 in Córdoba die Ehrendoktorwürde.

## Schriften
- An introductory catalog of computer synthesized sounds, 1969, 2. Auflage, Wergo 1995